# Grand Prix Formule 1 van Singapore 2013
De Grand Prix Formule 1 van Singapore 2013 werd gehouden op 22 september 2013 op het Marina Bay Street Circuit. Het was de dertiende race van het kampioenschap.

## Wedstrijdverslag

### Achtergrond

#### DRS-systeem
Voor het DRS-systeem worden er twee DRS-zones gebruikt. De eerste zone ligt op het rechte stuk van start-finish tussen bocht 23 en bocht 1, het detectiepunt voor deze zone bevindt zich vlak voor bocht 22. De tweede zone ligt op het stuk tussen bocht 5 en bocht 7, het detectiepunt voor deze zone bevindt zich op bocht 4. De DRS gaat alleen open als een coureur zich op het de detectiepunt binnen een seconde afstand van zijn voorganger bevindt.

### Kwalificatie
Sebastian Vettel behaalde voor Red Bull Racing zijn vijfde pole position van het seizoen. Tweede werd Nico Rosberg, die in zijn Mercedes een tijd zette van 0,1 seconde langzamer dan de tijd van Vettel. Romain Grosjean, uitkomend voor Lotus, reed naar de derde kwalificatiepositie, voor Mark Webber, vierde en Lewis Hamilton als vijfde. Het Ferrari-duo Felipe Massa en Fernando Alonso kwalificeerde zich als zesde en zevende, voor de McLaren van Jenson Button. Toro Rosso-coureur Daniel Ricciardo was de laatste van de coureurs die een tijd neerzette in Q3 op de negende plaats. Esteban Gutiérrez kwalificeerde zich voor Sauber wel voor het eerst in zijn carrière in de top 10, maar zette geen tijd neer in Q3.

### Race
Sebastian Vettel won ook de race met een voorsprong van 32 seconden. Fernando Alonso eindigde als tweede, terwijl Kimi Räikkönen voor Lotus een slechte kwalificatie goedmaakte door vanaf de dertiende startplek naar de derde positie te rijden. Het Mercedes-duo Nico Rosberg en Lewis Hamilton eindigde als vierde en vijfde. Felipe Massa eindigde als zevende, voor het McLaren-duo Jenson Button en Sergio Pérez. Sauber-coureur Nico Hülkenberg en Adrian Sutil van Force India behaalden de laatste punten op de negende en tiende positie.
De race kende één safetycarperiode nadat Daniel Ricciardo in ronde 24 zijn auto crashte in bocht 17.
Mark Webber moest in de laatste ronde opgeven door problemen met zijn motor. In de uitloopronde kreeg hij van Alonso een lift terug naar de pitstraat. Aangezien dit verboden is, kregen beide coureurs een reprimande. Aangezien het voor Webber zijn derde reprimande van het seizoen is, krijgt hij na de kwalificatie van de volgende race tien plaatsen straf op de grid.

## Vrije trainingen
- Er wordt enkel de top 5 weergegeven.

| Vrije training 1 | Pos | No | Coureur          | Constructeur            | Tijd     |
| ---------------- | --- | -- | ---------------- | ----------------------- | -------- |
| Vrije training 1 | 1   | 10 | Lewis Hamilton   | Mercedes                | 1:47.055 |
| Vrije training 1 | 2   | 2  | Mark Webber      | Red Bull Racing-Renault | 1:47.420 |
| Vrije training 1 | 3   | 1  | Sebastian Vettel | Red Bull Racing-Renault | 1:47.885 |
| Vrije training 1 | 4   | 9  | Nico Rosberg     | Mercedes                | 1:48.239 |
| Vrije training 1 | 5   | 7  | Kimi Räikkönen   | Lotus-Renault           | 1:48.354 |
| Vrije training 2 | Pos | No | Coureur          | Constructeur            | Tijd     |
| Vrije training 2 | 1   | 1  | Sebastian Vettel | Red Bull Racing-Renault | 1:44.249 |
| Vrije training 2 | 2   | 2  | Mark Webber      | Red Bull Racing-Renault | 1:44.853 |
| Vrije training 2 | 3   | 9  | Nico Rosberg     | Mercedes                | 1:45.258 |
| Vrije training 2 | 4   | 10 | Lewis Hamilton   | Mercedes                | 1:45.368 |
| Vrije training 2 | 5   | 8  | Romain Grosjean  | Lotus-Renault           | 1:45.411 |
| Vrije training 3 | Pos | No | Coureur          | Constructeur            | Tijd     |
| Vrije training 3 | 1   | 1  | Sebastian Vettel | Red Bull Racing-Renault | 1:44.173 |
| Vrije training 3 | 2   | 8  | Romain Grosjean  | Lotus-Renault           | 1:44.364 |
| Vrije training 3 | 3   | 9  | Nico Rosberg     | Mercedes                | 1:44.741 |
| Vrije training 3 | 4   | 2  | Mark Webber      | Red Bull Racing-Renault | 1:44.906 |
| Vrije training 3 | 5   | 10 | Lewis Hamilton   | Mercedes                | 1:44.921 |

Testcoureurs:

## Kwalificatie
| Pos                 | No | Coureur             | Constructeur            | Q1       | Q2       | Q3        | Grid |
| ------------------- | -- | ------------------- | ----------------------- | -------- | -------- | --------- | ---- |
| 1                   | 1  | Sebastian Vettel    | Red Bull Racing-Renault | 1:45.376 | 1:42.905 | 1:42.841  | 1    |
| 2                   | 9  | Nico Rosberg        | Mercedes                | 1:45.208 | 1:43.892 | 1:42.932  | 2    |
| 3                   | 8  | Romain Grosjean     | Lotus-Renault           | 1:45.851 | 1:43.957 | 1:43.058  | 3    |
| 4                   | 2  | Mark Webber         | Red Bull Racing-Renault | 1:45.271 | 1:43.727 | 1:43.152  | 4    |
| 5                   | 10 | Lewis Hamilton      | Mercedes                | 1:44.196 | 1:43.920 | 1:43.254  | 5    |
| 6                   | 4  | Felipe Massa        | Ferrari                 | 1:45.658 | 1:44.376 | 1:43.890  | 6    |
| 7                   | 3  | Fernando Alonso     | Ferrari                 | 1:45.115 | 1:44.153 | 1:43.938  | 7    |
| 8                   | 5  | Jenson Button       | McLaren-Mercedes        | 1:45.009 | 1:44.497 | 1:44.282  | 8    |
| 9                   | 19 | Daniel Ricciardo    | STR-Ferrari             | 1:45.379 | 1:44.407 | 1:44.439  | 9    |
| 10                  | 12 | Esteban Gutiérrez   | Sauber-Ferrari          | 1:45.483 | 1:44.245 | geen tijd | 10   |
| 11                  | 11 | Nico Hülkenberg     | Sauber-Ferrari          | 1:45.381 | 1:44.555 |           | 11   |
| 12                  | 18 | Jean-Éric Vergne    | STR-Ferrari             | 1:45.657 | 1:44.588 |           | 12   |
| 13                  | 7  | Kimi Räikkönen      | Lotus-Renault           | 1:45.522 | 1:44.658 |           | 13   |
| 14                  | 6  | Sergio Pérez        | McLaren-Mercedes        | 1:45.164 | 1:44.752 |           | 14   |
| 15                  | 15 | Adrian Sutil        | Force India-Mercedes    | 1:45.960 | 1:45.185 |           | 15   |
| 16                  | 17 | Valtteri Bottas     | Williams-Renault        | 1:45.982 | 1:45.388 |           | 16   |
| 17                  | 14 | Paul di Resta       | Force India-Mercedes    | 1:46.121 |          |           | 17   |
| 18                  | 16 | Pastor Maldonado    | Williams-Renault        | 1:46.619 |          |           | 18   |
| 19                  | 20 | Charles Pic         | Caterham-Renault        | 1:48.111 |          |           | 19   |
| 20                  | 21 | Giedo van der Garde | Caterham-Renault        | 1:48.320 |          |           | 20   |
| 21                  | 22 | Jules Bianchi       | Marussia-Cosworth       | 1:48.830 |          |           | 21   |
| 22                  | 23 | Max Chilton         | Marussia-Cosworth       | 1:48.930 |          |           | 22   |
| 107% tijd: 1:51.489 |    |                     |                         |          |          |           |      |

## Race
| Pos | No | Coureur             | Constructeur            | Rondes | Tijd/Oorzaak uitval | Grid | Punten |
| --- | -- | ------------------- | ----------------------- | ------ | ------------------- | ---- | ------ |
| 1   | 1  | Sebastian Vettel    | Red Bull Racing-Renault | 61     | 1:59:13.132         | 1    | 25     |
| 2   | 3  | Fernando Alonso     | Ferrari                 | 61     | +32.627             | 7    | 18     |
| 3   | 7  | Kimi Räikkönen      | Lotus-Renault           | 61     | +43.920             | 13   | 15     |
| 4   | 9  | Nico Rosberg        | Mercedes                | 61     | +51.155             | 2    | 12     |
| 5   | 10 | Lewis Hamilton      | Mercedes                | 61     | +53.159             | 5    | 10     |
| 6   | 4  | Felipe Massa        | Ferrari                 | 61     | +1:03.877           | 6    | 8      |
| 7   | 5  | Jenson Button       | McLaren-Mercedes        | 61     | +1:23.354           | 8    | 6      |
| 8   | 6  | Sergio Pérez        | McLaren-Mercedes        | 61     | +1:23.820           | 14   | 4      |
| 9   | 11 | Nico Hülkenberg     | Sauber-Ferrari          | 61     | +1:24.261           | 11   | 2      |
| 10  | 15 | Adrian Sutil        | Force India-Mercedes    | 61     | +1:24.668           | 15   | 1      |
| 11  | 16 | Pastor Maldonado    | Williams-Renault        | 61     | +1:28.479           | 18   |        |
| 12  | 12 | Esteban Gutiérrez   | Sauber-Ferrari          | 61     | +1:37.894           | 10   |        |
| 13  | 17 | Valtteri Bottas     | Williams-Renault        | 61     | +1:45.161           | 16   |        |
| 14  | 18 | Jean-Éric Vergne    | STR-Ferrari             | 61     | +1:53.512           | 12   |        |
| 15  | 2  | Mark Webber         | Red Bull Racing-Renault | 60     | Pneumatisch         | 4    |        |
| 16  | 21 | Giedo van der Garde | Caterham-Renault        | 60     | +1 ronde            | 20   |        |
| 17  | 23 | Max Chilton         | Marussia-Cosworth       | 60     | +1 ronde            | 22   |        |
| 18  | 22 | Jules Bianchi       | Marussia-Cosworth       | 60     | +1 ronde            | 21   |        |
| 19  | 20 | Charles Pic         | Caterham-Renault        | 60     | +1 ronde            | 19   |        |
| 20  | 14 | Paul di Resta       | Force India-Mercedes    | 54     | Ongeluk             | 17   |        |
| DNF | 8  | Romain Grosjean     | Lotus-Renault           | 37     | Motor               | 3    |        |
| DNF | 19 | Daniel Ricciardo    | STR-Ferrari             | 23     | Ongeluk             | 9    |        |

## Standen na de Grand Prix
- Er wordt enkel de top 5 weergegeven.

| Positie | Nummer | Rijder           | Team                    | Punten |
| ------- | ------ | ---------------- | ----------------------- | ------ |
| 1       | 1      | Sebastian Vettel | Red Bull Racing-Renault | 247    |
| 2       | 3      | Fernando Alonso  | Ferrari                 | 187    |
| 3       | 10     | Lewis Hamilton   | Mercedes                | 151    |
| 4       | 7      | Kimi Räikkönen   | Lotus-Renault           | 149    |
| 5       | 2      | Mark Webber      | Red Bull Racing-Renault | 130    |

| Positie | Nummers | Team                    | Rijders                        | Punten |
| ------- | ------- | ----------------------- | ------------------------------ | ------ |
| 1       | 1 2     | Red Bull Racing-Renault | Sebastian Vettel Mark Webber   | 377    |
| 2       | 3 4     | Ferrari                 | Fernando Alonso Felipe Massa   | 274    |
| 3       | 9 10    | Mercedes                | Nico Rosberg Lewis Hamilton    | 267    |
| 4       | 7 8     | Lotus-Renault           | Kimi Räikkönen Romain Grosjean | 206    |
| 5       | 5 6     | McLaren-Mercedes        | Jenson Button Sergio Pérez     | 76     |

## Noot
- Dit was de derde (opeenvolgende) winst van de Grote Prijs van Singapore voor Sebastian Vettel (eerdere overwinningen in 2011 en 2012), en hiermee vestigde hij een nieuw record. Hij verbrak het oude record van Fernando Alonso, gevestigd tijdens de Grote Prijs van Singapore van 2010.